# Othreis procax
Othreis procax là một loài bướm đêm trong họ Erebidae.